# Koos Moerenhout
Jacobus (Koos) Moerenhout (Achthuizen, 5 november 1973) is een voormalig Nederlands wielrenner. Hij was professional van 1996 tot en met 2010. Moerenhout was vooral een zogeheten knecht. Tussen 2013 en 2016 was hij teammanager van de vrouwenploeg Rabobank-Liv en vanaf 2017 van Axeon Hagens Berman. In november 2018 werd Moerenhout KNWU-bondscoach voor de mannen elite wegrenners.

## Loopbaan
Op 11 oktober 2006 tekende hij een eenjarig contract bij de Rabobankploeg, om zich in 2007 voor de eerste maal Nederlands kampioen te laten kronen. In 2008 eindigde hij als tweede in het Nederlands kampioenschap, om zich in 2009 voor de tweede maal Nederlands kampioen te laten kronen: speciaal voor deze overwinning schreven The Gasoline Brothers het nummer There it goes (for Koos).
In 2000 deed hij mee aan de Olympische Spelen, hij werd 26e in de individuele tijdrit en reed de wegwedstrijd niet uit.
In 2009 liet Moerenhout zien dat hij zich in het tijdrijden nog steeds ontwikkelt. Hij won een tijdrit in de Ronde van Oostenrijk en werd 7e op het WK Tijdrijden in Mendrisio.
Tijdens de Ronde van Frankrijk 2010 kondigde hij aan te zullen gaan stoppen als renner en in 2011 deel uit te gaan maken van het management van de Rabobankploeg.
Tijdens zijn laatste Tour de France in 2010 ging het peloton in de tweede rit door zijn geboortestreek Goeree-Overflakkee.
Na zijn actieve wielercarrière werd Moerenhout ploegleider. Tussen 2013 en 2016 leidde hij bij de vrouwenploeg Rabobank-Liv onder andere Marianne Vos en Anna van der Breggen naar vele overwinningen. Vanaf 2017 is hij manager van Axeon Hagens Berman, het team van (eveneens ex-renner) Axel Merckx. In november 2018 werd Moerenhout KNWU-bondscoach voor de mannen elite wegrenners.
Zijn plannen om een come-back te maken tijdens het NK tijdrijden in Goeree-Overflakkee (waarvan Moerenhout het parcours uittekende), bleek een 1 aprilgrap.

## Belangrijkste overwinningen
1996
- 1e etappe Circuit Franco-Belge
- eindklassement Circuit Franco-Belge

1997
- 8e etappe Ronde van Rijnland-Palts

1999
- 4e etappe Ronde van het Baskenland

2000
- 1e etappe Tour Down Under

2003
- 4e etappe Ronde van Rijnland-Palts

2007
- Nederlands kampioen op de weg, Elite

2009
- Nederlands kampioen op de weg, Elite
- 6e etappe Ronde van Oostenrijk (individuele tijdrit)

2010
- 3e etappe Eneco Tour

## Resultaten in voornaamste wedstrijden
| Jaar | Ronde van Italië | Ronde van Frankrijk | Ronde van Spanje |
| ---- | ---------------- | ------------------- | ---------------- |
| 1997 |                  |                     | 65e              |
| 1998 |                  | 44e                 | opgave           |
| 1999 |                  |                     | opgave           |
| 2000 | opgave           | 77e                 |                  |
| 2001 |                  |                     |                  |
| 2002 |                  |                     | 72e              |
| 2003 | 53e              | 128e                |                  |
| 2004 |                  | 100e                |                  |
| 2005 |                  |                     | 13e              |
| 2006 |                  | 61e                 |                  |
| 2007 | 70e              |                     | 42e              |
| 2008 |                  | 34e                 |                  |
| 2009 |                  |                     | 36e              |
| 2010 |                  | 52e                 |                  |

| Jaar | Milaan-San Remo | Gent-Wevelgem | Amstel Gold Race | Luik-Bast.‑Luik | Ronde van Lombardije | Waalse Pijl |  | WK op de weg |  | Wereldranglijsten |
| ---- | --------------- | ------------- | ---------------- | --------------- | -------------------- | ----------- |  | ------------ |  | ----------------- |
| 1997 |                 | 118e          |                  |                 | 52e                  |             |  | 51e          |  |                   |
| 1998 |                 |               |                  |                 |                      |             |  | 48e          |  |                   |
| 1999 |                 |               | 30e              |                 |                      | 8e          |  |              |  |                   |
| 2000 |                 |               |                  |                 |                      |             |  |              |  |                   |
| 2001 |                 |               |                  | 82e             |                      | 81e         |  |              |  |                   |
| 2002 |                 |               |                  |                 |                      |             |  |              |  |                   |
| 2003 | 103e            |               | 66e              |                 |                      |             |  |              |  |                   |
| 2004 |                 |               | 58e              |                 |                      |             |  |              |  |                   |
| 2005 |                 |               |                  |                 | 53e                  | 101e        |  | 17e          |  | 123e (UPT)        |
| 2006 | 65e             |               | 32e              |                 |                      |             |  |              |  |                   |
| 2007 |                 |               | 90e              | 101e            | 58e                  | 121e        |  |              |  |                   |
| 2008 | 92e             |               |                  |                 |                      |             |  |              |  |                   |
| 2009 |                 |               |                  |                 |                      | 134e        |  | 23e          |  |                   |
| 2010 |                 |               |                  |                 |                      |             |  | 13e          |  | 58e (UWK)         |

## Ploegen
- 1996 - Rabobank
- 1997 - Rabobank
- 1998 - Rabobank
- 1999 - Rabobank
- 2000 - Farm Frites
- 2001 - Domo-Farm Frites
- 2002 - Domo-Farm Frites
- 2003 - Lotto-Domo
- 2004 - Lotto-Domo
- 2005 - Davitamon - Lotto
- 2006 - Phonak Hearing Systems
- 2007 - Rabobank
- 2008 - Rabobank
- 2009 - Rabobank
- 2010 - Rabobank

Wielerploegen van Koos Moerenhout
Alcalá · Alvis · Anderson · Andreu · Armstrong  · Bauer · Dernies · Fraser · Hampsten · Hincapie · Hundertmarck · Larsen · Mejía · Ozers · Rampollo · Schur · Smith · Stenersen · Swart · Yates · Moerenhout (stagiair) · van Heeswijk (stagiair)
Blaudzun ·
van Bon ·
Boogerd ·
Boven ·
Breukink ·
Bruyneel ·
Dekker ·
Groenendaal ·
Jekimov ·
Luppes ·
McEwen ·
Moerenhout · 
Nelissen ·
Piziks ·
van der Poel ·
Sørensen ·
Van Hooydonck (tot 30/04) ·
Vierhouten ·
Vogels ·

Hiemstra (stagiair) ·
Reinerink (stagiair) 
Blaudzun ·
van Bon ·
Boogerd ·
Boven ·
Breukink ·
Bruyneel ·
Dekker ·
Groenendaal ·
van Heeswijk ·
Jonasson ·
Jonker ·
Koerts ·
Luppes ·
Luttenberger ·
McEwen ·
Moerenhout · 
Nelissen ·
Piziks ·
van der Poel ·
Sørensen ·
Vierhouten ·
Hiemstra (stagiair) ·
Lotz (stagiair) 
den Bakker ·
van Bon ·
Boogerd ·
Boven ·
Bruinsma ·
Dekker ·
Groenendaal ·
van Heeswijk ·
Hiemstra · 
Jonasson ·
Jonker ·
Koerts ·
Kroon ·
Lotz ·
Luttenberger ·
McEwen ·
Moerenhout · 
Nys ·
van der Poel ·
Sørensen ·
Vierhouten ·
Wauters ·
B. Zberg ·
M. Zberg ·
de Groot (stagiair) ·
Pronk (stagiair) ·
Vlijm (stagiair)
Aebersold ·
den Bakker ·
van Bon ·
Boogerd ·
Boven ·
Dekker ·
Groenendaal ·
de Groot ·
Hiemstra · 
Jonker ·
Kroon ·
Lotz ·
McEwen ·
Moerenhout · 
Nys ·
van der Poel ·
Pronk ·
Sørensen ·
Vierhouten ·
Wauters ·
B. Zberg ·
M. Zberg ·
Vlijm (stagiair) 
Bruylandts (tot 31/03) ·
Capiot (tot 30/04) ·
Ivanov ·
Kleynen ·
Klier ·
Knaven ·  
Koerts ·
Lafis ·
Löwik ·
Magnusson ·
McEwen ·
Michajlov ·
Moerenhout ·
Ronellenfitsch ·
Schmitz ·
Spinelli ·
Van Bondt ·
van der Ven ·
van Kessel ·
Van Petegem ·
van Steen ·
Vansevenant · 
Vries ·
de Jong (stagiair) ·
Ruyloft (stagiair) ·
Van Der Auwera (stagiair)
Bruylandts · Cassani · Cretskens · De Clercq · De Wolf · Hoste · Kasjetsjkin · Kleynen · Knaven · Konečný · Magnusson · McEwen · Merckx · Milesi · Moerenhout · Museeuw · Orvalho · Peeters · Rodriguez · Tankink · Vainšteins  · van Heeswijk · Vanthourenhout · Vereecke · Virenque · Wadecki · Moeravjov (stagiair) · Steegmans (stagiair)
Blijlevens · Bruylandts · Cassani · Cretskens · De Wolf · Hoste · Kasjetsjkin · Kleynen · Knaven · Koerts · Konečný · Merckx · Milesi · Moerenhout · Museeuw · Rodriguez · Tankink · Vainšteins · van Bon · Van Goolen · van Heeswijk · Vandenbroucke · Vanthourenhout · Virenque · Wadecki · Nuyens (stagiair) · Rosseler (stagiair) · Vansummeren (stagiair)
Baguet · Brandt · D'Hollander · De Clercq · Detilloux · Eeckhout · Gardeyn · Gates · Hoste · Marichal · McEwen · Merckx · Moerenhout · Steegmans · van Bon · Van Dijk · Van Impe · Van Petegem · Vansevenant · I. Verbrugghe · R. Verbrugghe · Vierhouten
Baguet · Brandt · D'Hollander · De Clercq · Detilloux · Eeckhout · Gardeyn · Gates · Hoste · Marichal · McEwen · Merckx · Moerenhout · Steegmans · van Bon · Van Dijk · Van Impe · Van Petegem · Vansevenant · I. Verbrugghe · R. Verbrugghe · Vierhouten · Wadecki
Aerts · Amorison · Ardila · Baguet · Brandt · De Vocht · Dockx · Evans · Gates · Kuyckx · Leukemans · Mattan · McEwen · Merckx · Moerenhout · Rodriguez · Roesems · Steegmans · Steels · van Bon · Van Hecke · Van Huffel · Van Petegem · Vansevenant · Vansummeren · Vierhouten · Vogels · Henrion (stagiair) · Meersman (stagiair)
Botero · 
Clerc ·  
Elmiger · 
Fernández ·
Grabsch · 
Guidi · 
José Enrique Gutiérrez ·
José Ignacio Gutiérrez ·
Hesjedal ·   
Hunter · 
Jalabert ·
Landis (tot 31/07) · 
Martín ·
McCarty · 
Merckx ·
Moerenhout · 
Moos ·
Morabito · 
Murn ·  
Peña ·
Rast ·
Schär · 
Stalder ·
Tschopp ·
Urweider (tot 15/04) · 
Vitoria · 
Zampieri
Ardila ·
van Bon ·
Boogerd ·
Boven ·
Brown ·
Dekker ·
Eltink ·
Flecha ·
Flens ·
Freire · 
Gesink ·
de Groot ·
Hayman · 
van Heeswijk ·
Horrillo ·
Kozontsjoek ·
Langeveld ·
Löwik ·
de Maar ·
Mensjov ·
Moerenhout ·
Niermann ·
Posthuma ·
Rasmussen (tot 31/07) ·
Reus ·
Veneberg ·
Walker ·
Weening
Ardila ·
Boven (tot 16/04) ·
Brown ·
ten Dam ·
Dekker (tot 14/08) ·
Elijzen ·
Eltink ·
Flecha ·
Flens ·
Freire · 
Gesink ·
de Groot ·
Hayman · 
Horrillo ·
Kozontsjoek ·
Langeveld ·
Leezer ·
Löwik ·
de Maar ·
Martens ·
Mensjov ·
Moerenhout ·
Mollema ·
Niermann ·
Posthuma ·
Reus ·
Tankink ·
Walker ·
Weening ·
van Emden (stagiair) 
Ardila ·
Boom ·
Brown ·
Clement ·
ten Dam ·
van Emden ·
Flecha ·
Flens ·
Freire · 
Gárate ·
Gesink ·
de Groot ·
Hayman · 
Horrillo ·
Kozontsjoek ·
Langeveld ·
Leezer ·
de Maar ·
Martens ·
Mensjov ·
Moerenhout ·
Mollema ·
Niermann ·
Nuyens ·
Posthuma ·
Reus ·
Stamsnijder ·
Tankink ·
Tjallingii ·
Weening
Ardila ·
Boom ·
Brown ·
Clement ·
ten Dam ·
van Emden ·
Flens ·
Freire · 
Gárate ·
Gesink ·
Kozontsjoek ·
Kruijswijk ·
Langeveld ·
Leezer ·
Martens ·
Mensjov ·
Moerenhout ·
Mollema ·
Niermann ·
Nuyens ·
Posthuma ·
Reus (tot 31/08) ·
Stamsnijder ·
Tankink ·
Tjallingii ·
Weening ·
van Winden · 
Bol (stagiair)